# Municipio de Elk River East
El municipio de Elk River East (en inglés: Elk River East Township) es un municipio ubicado en el condado de McDonald en el estado estadounidense de Misuri. En el año 2010 tenía una población de 1413 habitantes y una densidad poblacional de 55,52 personas por km².

## Geografía
El municipio de Elk River East se encuentra ubicado en las coordenadas 36°32′11″N 94°27′43″O / 36.53639, -94.46194. Según la Oficina del Censo de los Estados Unidos, el municipio tiene una superficie total de 25.45 km², de la cual 25,45 km² corresponden a tierra firme y (0 %) 0 km² es agua.

## Demografía
Según el censo de 2010, había 1413 personas residiendo en el municipio de Elk River East. La densidad de población era de 55,52 hab./km². De los 1413 habitantes, el municipio de Elk River East estaba compuesto por el 60,86 % blancos, el 0,42 % eran afroamericanos, el 3,26 % eran amerindios, el 3,11 % eran isleños del Pacífico, el 28,66 % eran de otras razas y el 3,68 % eran de una mezcla de razas. Del total de la población el 46,92 % eran hispanos o latinos de cualquier raza.